# Quai Ceineray
Le quai Ceineray est un quai de la ville de Nantes, en France.

## Situation et accès
Marquant la limite entre les quartiers Centre-ville et Hauts-Pavés - Saint-Félix, le quai est situé sur la rive gauche de l'Erdre, entre la rue Sully et la place du Port-Communeau, longeant la façade de l'actuelle préfecture de la Loire-Atlantique et du siège du conseil départemental. Elle rencontre sur son parcours le cours Saint-André situé en surplomb du monument aux morts 1914-1918, puis la rue Tournefort.

## Origine du nom
Jean-Baptiste Ceineray (1722-1811) est mis à l'honneur pour sa contribution à l'architecture de la ville, qui a conservé cette empreinte au XXe siècle, et à qui l'on doit l'Hôtel de préfecture.

## Historique
Le square du Maquis-de-Saffré situé à l'extrémité nord-est du quai, commença à être aménagé en même temps que celui-ci et portait alors le nom de « square Ceineray ».
À sa création, le quai est nommé « quai de la Chambre des comptes » (celle-ci est l'actuel hôtel de préfecture de la Loire-Atlantique), puis il prend successivement l'appellation « quai Neuf », « quai Le Bret » (en hommage à Cardin-François-Xavier Le Bret, intendant de Bretagne au XVIIIe siècle), « quai Raynal » pendant la Révolution (en hommage à Guillaume-Thomas Raynal (1713-1796), écrivain, penseur et prêtre français), de nouveau « quai Le Bret » et « quai Raynal », puis de nouveau encore « quai Le Bret », et enfin quai Ceineray le 10 mai 1838. 
Sous le Second Empire, un service de bateaux à vapeur prenait son départ depuis le quai Ceineray, les « Bateaux à vapeur de l'Erdre », à destination de Nort-sur-Erdre.
Au début du XXe siècle, les Archives départementales se trouvaient le long du quai.
Depuis 1927, l'extrémité orientale du quai et plus particulièrement la partie située en contrebas du cours Saint-André entre les deux escaliers latéraux qui permettent d'accéder à celui-ci, est occupée par le monument aux morts dédié aux victimes de la Première Guerre mondiale, œuvre de l'architecte Camille Robida. Celui-ci se présente sous la forme d'une liste de noms des 5 832 soldats nantais gravé en lettres d'or sur des plaques en pierres calcaire semblables à du marbre.
À l'extrémité Est du quai baignée encore par l'Erdre, se trouve l'entrée du tunnel Saint-Félix creusé de 1929 à 1933 jusqu'au canal Saint-Félix, afin de détourner l'Erdre de son cours naturel. Ses travaux nécessitèrent d'amputer sa partie orientale qui fut creusé pour faciliter l'écoulement de l'eau dans le tunnel, alors qu'auparavant le quai suivait le cours naturel de la rivière jusqu'au pont Saint-Mihiel. L'intégration de la voie passant devant le monument aux morts et permettant de rejoindre directement la rue Sully, donna au quai son tracé rectiligne actuel.
Le quai Ceineray est un des lieux de représentations du festival les Rendez-vous de l'Erdre, les spectateurs prenant place sur le quai pour assister à un spectacle se déroulant sur une scène nautique mise à flot sur l'Erdre.
Un arrêt du Navibus a été installé sur le quai Ceineray, jusqu'à sa suppression en juin 2011.